# Edward Simpson

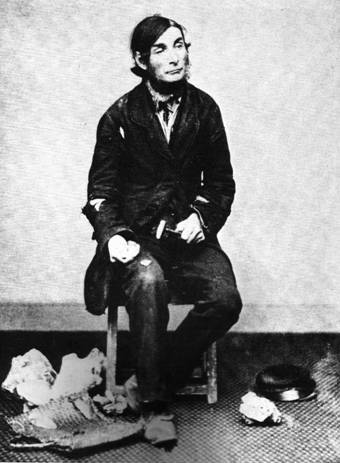
Edward Simpson, alias Flint Jack

Edward Simpson alias Flint Jack was een beruchte Britse archeologische vervalser uit de 19e eeuw.
Simpson werd geboren in 1815 in het dorp Sleights in Noord-Yorkshire. Op jonge leeftijd ging hij in de leer bij de plaatselijke geoloog en historicus Dr. George Young. Hij was eerst fossielenjaer voordat hij in 1843 de wereld van de vervalsing betrad. De eerste van de vele aliassen en bijnamen van Edward Simpson, en zijn eerste poging tot vervalsing, zou zijn ontstaan toen hij een heer genaamd Dotchon in Whitby ontmoette. Dotchon liet Simpson zijn eerste vuurstenen pijlpunt zien en vroeg of hij die mocht kopiëren. Zo werd zijn alter ego Flint Jack geboren.
Hierna werden replica vuurstenen werktuigen gemaakt door Simpson verkocht, die belandden in collecties van verschillende regionale en nationale musea. Naast vuurstenen en fossielen maakte en verkocht Jack imitatie van oude Britse en Romeinse urnen. Aanvankelijk gebruikte hij Bridlington-klei, maar omdat hij de kliffen van Bridlington Bay ongeschikt vond, verhuisde hij naar Stainton Dale, tussen Whitby en Scarborough. Hij reisde vele kilometers te voet om zijn 'verzamelingen' te verkopen die volgens hem op de heidevelden van Yorkshire waren gevonden. Hij zou volgens een anekdote ook met succes een echt uitziende Romeinse borstplaat (pectorale) hebben verkocht in Malton, gemaakt van een oud serveerblad en naar zijn eigen lichaam gevormd.
In 1859 werd Jack door professor Tennant in Londen beschuldigd van vervalsing. Gefascineerd door de moeilijk te detecteren vervalsingen, haalde de professor Jack over om zijn productiemethoden te beschrijven tegenover wetenschappelijke collega's.